# Darijan Bojanić
Darijan Bojanić (sinh ngày 28 tháng 12 năm 1994) là một cầu thủ bóng đá người Thụy Điển thi đấu cho Helsingborgs IF ở vị trí tiền vệ.

## Thống kê sự nghiệp
Tính đến 27 tháng 7 năm 2014
| Câu lạc bộ          | Mùa giải            | Giải vô địch | Giải vô địch | Cúp     | Cúp       | Châu lục | Châu lục  | Tổng cộng | Tổng cộng |
| Câu lạc bộ          | Mùa giải            | Số trận      | Bàn thắng    | Số trận | Bàn thắng | Số trận  | Bàn thắng | Số trận   | Bàn thắng |
| ------------------- | ------------------- | ------------ | ------------ | ------- | --------- | -------- | --------- | --------- | --------- |
| Gislaveds IS        | 2010                | 12           | 4            | —       | —         | —        | —         | 12        | 4         |
| Gislaveds IS        | Tổng cộng           | 12           | 4            | 0       | 0         | 0        | 0         | 12        | 4         |
| Östers IF           | 2010                | 0            | 0            | —       | —         | —        | —         | 0         | 0         |
| Östers IF           | 2011                | 5            | 0            | 4       | 0         | —        | —         | 9         | 0         |
| Östers IF           | 2012                | 11           | 0            | 1       | 0         | —        | —         | 12        | 0         |
| Östers IF           | 2013                | 14           | 0            | 2       | 0         | —        | —         | 16        | 0         |
| Östers IF           | Tổng cộng           | 30           | 0            | 7       | 0         | 0        | 0         | 37        | 0         |
| IFK Göteborg        | 2013                | 7            | 1            | 1       | 1         | —        | —         | 8         | 2         |
| IFK Göteborg        | 2014                | 3            | 1            | 3       | 1         | 0        | 0         | 6         | 2         |
| IFK Göteborg        | Tổng cộng           | 10           | 2            | 4       | 2         | 0        | 0         | 14        | 4         |
| Helsingborgs IF     | 2014                | 2            | 0            | 0       | 0         | —        | —         | 2         | 0         |
| Helsingborgs IF     | Tổng cộng           | 2            | 0            | 0       | 0         | 0        | 0         | 2         | 0         |
| Tổng cộng sự nghiệp | Tổng cộng sự nghiệp | 54           | 6            | 11      | 2         | 0        | 0         | 65        | 8         |

## Danh hiệu

### Câu lạc bộ
Gislaveds IS
- Hạng đấu 3 Sydvästra Götaland: 2010

Östers IF
- Superettan: 2012